# زول‌موند
زول‌موند (به هلندی: Zoelmond) یک منطقهٔ مسکونی در هلند است که در خلدرلاند واقع شده‌است. زول‌موند ۵۶۰ نفر جمعیت دارد.